# Claude François Geoffroy

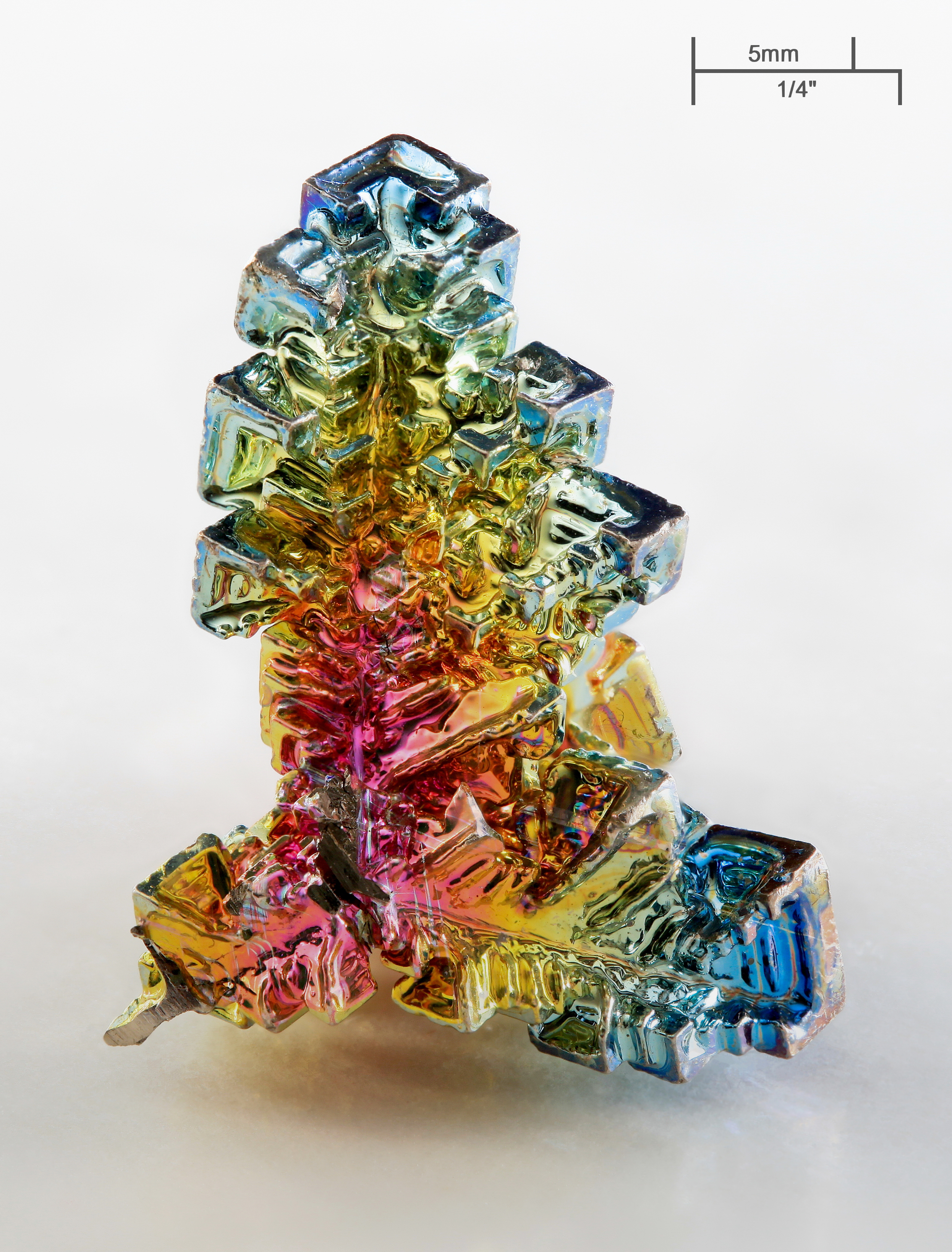
Elemento descubierto por Claude François Geoffroy (Bismuto)

Claude François Geoffroy (1729-1753) fue un químico francés. Descubrió el elemento químico bismuto en 1753, al demostrar que era un elemento diferente del plomo. Antes de este descubrimiento, se identificaron con frecuencia las sales minerales que contenían bismuto, como si fueran minerales de plomo o estaño.
Es conocido como Claude Geoffroy el Joven para distinguirlo de su contemporáneo Claude Joseph Geoffroy (1685-1752), también un químico francés.

## Biografía
Pertenecía a una acaudalada saga de farmacéuticos que pertenecieron a la Academia de Ciencias de Francia durante la primera mitad del siglo XVIII. Contrajo matrimonio y tuvo una hija. Una temprana enfermedad lo condujo a una muerte a temprana edad, el 17 de junio de 1753.